# Miasto metropolitalne Genua
Miasto metropolitalne Genua (wł. Città metropolitana di Genova) – miasto metropolitalne we Włoszech, z siedzibą zlokalizowaną w Genui.
Weszło w życie 8 kwietnia 2014 i zastąpiło prowincję Genua.
Liczba gmin: 67.